# Архостематы
Архостематы, или архостемата, или древние жуки (лат. Archostemata), — подотряд жесткокрылых насекомых (жуков), включающий всего около 60 современных видов, распределённых в два надсемейства и пять семейств. Архостематы — древняя группа насекомых, у которой сохранились примитивные черты в строении брюшка, а также жилковании и складывании крыльев. Они имеют похожую морфологию с первыми жуками, ископаемые остатки которых имеют возраст около 250 млн лет. 

## Описание
Длина тела архостемат от 1,7 мм (Crowsoniella relicta, Micromalthus debilis) до более 20 мм (Omma stanleyi, Priacma serrata, Rhipsideigma raffrayi). Усики нитеобразные (filiform) или чётковидные (moniliform). Представители этого подотряда встречаются редко. Члены пяти семейств встречаются по всему миру, и только два семейства (Cupedidae и Micromalthidae) живут исключительно в Северной Америке. В России на территории Приморского края обитает единственный вид — Tenomerga mucida.

## Эволюция
Представители подотряда известны с раннего пермского периода, ко второй половине триаса появились все основные группы архостемат. Подотряд достиг пика разнообразия в юрском периоде, а затем начался его упадок, так что к концу раннего мела от архостемат остались только ныне существующие семейства. 